# Gawler (ort i Australien, Tasmanien)
Gawler är en ort i Australien. Den ligger i kommunen Central Coast och delstaten Tasmanien, i den sydöstra delen av landet, omkring 210 kilometer nordväst om delstatshuvudstaden Hobart.
Närmaste större samhälle är Ulverstone, nära Gawler. 
I omgivningarna runt Gawler växer i huvudsak städsegrön lövskog. Runt Gawler är det ganska tätbefolkat, med 96 invånare per kvadratkilometer. Genomsnittlig årsnederbörd är 1 607 millimeter. Den regnigaste månaden är augusti, med i genomsnitt 221 mm nederbörd, och den torraste är januari, med 57 mm nederbörd.